# Bhor

Bhors flagga.

Bhor var en vasallstat i Brittiska Indien inom presidentskapet Bombay, omkring 140 kilometer sydöst om staden Bombay. 
Arealen var 2 400 kvadratkilometer och antalet invånare 144 601 1911. Passet Bhor Ghat är den viktigaste förbindelseleden mellan Deccan och kusten och övertväras av Great Indian Peminsula-järnvägen.